# Royal Hali Gaziantep Büyükşehir Belediye
El Royal Hali Gaziantep es un club de baloncesto profesional de la ciudad de Ankara, que milita en la Türkiye Basketbol Ligi, máxima categoría del baloncesto turco. Participa también en la Copa Europea de la FIBA, la cuarta competición europea. Disputa sus partidos en el Kamil Ocak Spor Salonu, con capacidad para 2500 espectadores.

## Posiciones en liga
| Temporada | Nivel | Liga | Pos. | Copa de Turquía  | Competiciones europeas | Competiciones europeas |
| --------- | ----- | ---- | ---- | ---------------- | ---------------------- | ---------------------- |
| 2009–10   | 3     | EBBL | 1º   |                  |                        |                        |
| 2010–11   | 2     | TB2L | 3º   |                  |                        |                        |
| 2011–12   | 2     | TB2L | 2º   |                  |                        |                        |
| 2012–13   | 1     | TBL  | 9º   | Fase de grupos   |                        |                        |
| 2013–14   | 1     | TBL  | 10º  | Fase de grupos   | 3 EuroChallenge        | 3º                     |
| 2014–15   | 1     | TBL  | 10º  | Cuartos de final |                        |                        |
| 2015–16   | 1     | BSL  | 8º   |                  | 3 FIBA Europe Cup      | R16                    |
| 2016–17   | 1     | BSL  | 7º   |                  | 4 FIBA Europe Cup      | R16                    |
| 2017–18   | 1     | BSL  | 14º  |                  | 3 Champions League     | TR                     |

## Palmarés
- Cuarto de la TB2L: 2011
- Quinto de la TB2L: 2012